# 蒙自山矾
蒙自山矾（学名：Symplocos henryi）为山矾科山矾属下的一个种。

## 扩展阅读
- 維基物種上的相關：蒙自山矾